# Everton Morelli
Everton Morelli Casimiro (Batatais, 4 novembre 1997) è un calciatore brasiliano, centrocampista del Criciúma in prestito dal Maringá.

## Carriera
Morelli ha giocato nelle giovanili del Batatais FC, squadra della sua città natale, prima di passare al Cianorte l'8 marzo 2017. Ha esordito in prima squadra alla fine del mese, giocando titolare nella sconfitta esterna per 1-0 contro il Prudentópolis nel Campeonato Paranaense.
Il 28 luglio 2017 si è unito al Vitória Guimarães in prestito, venendo assegnato alle riserve in Segunda Liga. Dopo una sola partita è tornato al Cianorte nel gennaio successivo, prima di essere ceduto in prestito all'América Mineiro il 20 giugno 2018, inizialmente con la squadra under-23.
Tornato a Cianorte nel gennaio 2020, si è trasferito al Mirassol il 14 settembre, nuovamente a titolo temporaneo. Tornato nuovamente ai Leão do Vale do Ivaí per la stagione 2021, è stato ceduto in prestito all'Ypiranga Erechim il 18 aprile 2022.
Il 25 novembre 2022 Morelli ha firmato un contratto triennale con il Maringá. Il 31 marzo successivo, ha accettato di passare in prestito fino alla fine dell'anno al Goiás, squadra militante in Série A.

## Statistiche

### Presenze e reti nei club
Statistiche aggiornate al 25 maggio 2022.
| Stagione        | Squadra             | Campionato      | Campionato | Campionato | Coppe nazionali | Coppe nazionali | Coppe nazionali | Coppe continentali | Coppe continentali | Coppe continentali | Altre coppe | Altre coppe | Altre coppe | Totale | Totale | Totale |
| Stagione        | Squadra             | Comp            | Pres       | Reti       | Comp            | Pres            | Reti            | Comp               | Pres               | Reti               | Comp        | Pres        | Reti        | Pres   | Reti   |        |
| --------------- | ------------------- | --------------- | ---------- | ---------- | --------------- | --------------- | --------------- | ------------------ | ------------------ | ------------------ | ----------- | ----------- | ----------- | ------ | ------ | ------ |
| 2017            | Cianorte            | A1/PR           | 1          | 0          |                 | -               | -               |                    | -                  | -                  |             | -           | -           | 1      | 0      |        |
| 2017-gen. 2018  | Vitória Guimarães B | SL              | 1          | 0          |                 | -               | -               |                    | -                  | -                  |             | -           | -           | 1      | 0      |        |
| 2018            | Cianorte            | A1/PR+D         | 6+2        | 0          | CB              | 1               | 0               |                    | -                  | -                  |             | -           | -           | 9      | 0      |        |
| 2019            | América-MG          | M1/MG+B         | 3+1        | 0          | CB              | 0               | 0               |                    | -                  | -                  |             | -           | -           | 4      | 0      |        |
| 2020            | Cianorte            | A1/PR           | 14         | 2          |                 | -               | -               |                    | -                  | -                  |             | -           | -           | 14     | 2      |        |
| 2020            | Mirassol            | A1/PR           | 8          | 1          |                 | -               | -               |                    | -                  | -                  |             | -           | -           | 8      | 1      |        |
| 2021            | Cianorte            | A1/PR+D         | 12+3       | 1+0        | CB              | 4               | 0               |                    | -                  | -                  |             | -           | -           | 19     | 1      |        |
| 2022            | Cianorte            | A1/PR           | 8          | 1          |                 | -               | -               |                    | -                  | -                  |             | -           | -           | 8      | 1      |        |
| Totale Cianorte | Totale Cianorte     | Totale Cianorte | 46         | 4          |                 | 5               | 0               |                    | -                  | -                  |             | -           | -           | 51     | 4      |        |
| 2022            | Ypiranga-RS         | C               | 12         | 0          |                 | -               | -               |                    | -                  | -                  |             | -           | -           | 12     | 0      |        |
| 2023            | Maringá             | A1/PR           | 14         | 2          | CB              | 2               | 1               |                    | -                  | -                  |             | -           | -           | 16     | 3      |        |
| 2023            | Goiás               | PD/GO+A         | 0+5        | 0          | CB              | 0               | 0               | CS                 | 3                  | 1                  | CV          | 0           | 0           | 8      | 1      |        |
| Totale carriera | Totale carriera     | Totale carriera | 90         | 7          |                 | 7               | 1               |                    | 3                  | 1                  |             | 0           | 0           | 100    | 9      |        |

## Palmarès

### Club

#### Competizioni regionali
- Copa Verde: 1

Goiás: 2023